# 24時間テレビ 愛は地球を救う9
24時間テレビ「愛は地球を救う」9は、日本テレビ系列にて1986年8月23日（土曜日）17:30 - 8月24日（日曜日）18:30に生放送された9回目となる『24時間テレビ』である。

## 概要
メインテーマは『寝たきり老人にお風呂を!身障者にリフト付きバスと車椅子を!そしてアジア・アフリカの飢えた子どもたちのために!』
チャリティーパーソナリティーは沢口靖子で、沢口はドラマスペシャル『縁談・結婚・そのさきX』にも主演している。
初回以来続いたアニメスペシャルは、『銀河探査2100年 ボーダープラネット』が放送されたが、3年後の1989年2月に手塚治虫が逝去したのちの第12回放送『手塚治虫物語 ぼくは孫悟空』放送まで企画が中断していた。

## 出演者

### 総合司会
- 徳光和夫（当時・日本テレビアナウンサー）
- アグネス・チャン

### チャリティーパーソナリティー
- 沢口靖子

## スタッフ
- 企画・全体構成：都築忠彦
- 音楽：大野雄二、永作幸男、喜多郎
- AD（アートディレクター）：浅葉克己
- コピー・ライター：糸井重里

グランド・プロローグ / フィナーレ パフォーマンス・エイド
- - ディレクター：中西邦夫、大垣信良
  - プロデューサー：田中義一
  - 構成：鵜沢哲郎、森保鉄志
  - ステージング：土居甫
  - 演奏：岡本章生＆ゲイ・スターズ

ピースキャンペーン
- - 小田昭太郎、有山至、菊池剛太、黒木浩晴

アジア平和コンサート / ライブ・ロック・コンサート
- - プロデューサー：重松修、竹田次彦
  - ディレクター：倉増吉継、土屋泰則、高橋正弘
  - 舞台監督：山田明広

明け行く日本列島
- - プロデューサー：斉藤隆志
  - ディレクター：有山至

海外ドキュメンタリー
- - ディレクター：菊池剛太
  - 取材ディレクター：有山至、岡本潤（YTV）、菊池剛太、小田昭太郎
  - カメラマン：葭本正夫、佐々木久、遠田豊次郎、平野博之（CTV）、高見沢孝、亀田憲一（YTV）
  - 録音・VE：鴇田晴海、小田明（CTV）、水越睦、田中英男（YTV）、大家啓吾
  - コーディネーター：山本真由、三留理男、馬渕直城、青木紳一
  - 編集：黒木浩晴、坂田啓子
  - 音効：黒金和夫

ネグロスの子どもたち
- - ディレクター：武田修
  - 構成：柴原彬
  - 編集：内川勝治

Let's ボランティア
- - プロデューサー：斉藤隆志、有山至
  - ディレクター：牧哲雄
  - 調査：永井祐子

熱唱コンサート（YTV）
- - プロデューサー：藤澤國彦
  - ディレクター：山西敏之
  - 舞台演出：岩渕輝義

チャリティー・コーナー
- - ディレクター：信江慶子

欽ちゃんふれ愛の旅
- - プロデューサー：五歩一勇、金谷勲夫、神戸文彦、古野千秋、森下泰男
  - 編集：黒木浩晴

チャリティー大行進・チャリティーキャンペーン 代々木会場
- - ディレクター：竹下洋、平谷修、高木章雄、梅垣進
  - プロデューサー：行広孟、上田紀夫、坂田信久、清水武

上野会場
- - プロデューサー：中島銀兵、高木康夫

東銀座会場
- - プロデューサー：井上之彦、川村益昭
  - ディレクター：草野公、森田満子

放送センター
- - 斉藤隆志、田中尚雅、行広孟、三島由春、青木喜夫
- 制作スタッフ：丹下量夫、藤田雄三、福地由恵、本宮英男、竹田次彦、安部賢治、佐藤東弥、金井さおり、藤瀬昇、津田誠、二宮雅信、石井隆、杉岡士朗、笹木成人、徳田則彦、西敏也
- 広報：岩上喜進、丸山能明
- 編成：加川敬、沼田洋、宮崎洋
- 音楽効果：森本喬雄、三神直
- 募金コーディネーター：桜井博、土屋慶子

技術
- - 総合TD：田口征四郎
  - 日本武道館
    - TD：大西一孝
    - 照明：関仁

  - 放送センター
    - スイッチャー：安波次夫、野口博、矢島敦、川村肇、市村晃一郎、今泉雅晴

  - Hスタジオ
    - スイッチャー：八村耕治

  - 代々木B地区
    - TD：須田昌宏

  - チャリティー大行進
    - TD：村上孝一
    - 照明：横田五百男

  - 東銀座
    - TD：堀口朗
    - 照明：高島一夫

  - 上野
    - TD：上野昭司

  - 渋谷
    - TD：天野重幸

  - ヘリコプター
    - 宝利修、小林茂

  - コーディネーター
    - 日本武道館：新井悦男
    - 音声：坂本親保
    - VTR：大竹紘八郎

  - SDC
    - 斉藤章夫

  - 放送進行
    - 野田敏之、出沢克彦

  - 回線コーディネーター
    - 小宮由孝、山本仁

  - 電話
    - 滝沢佑吉

  - 技術協力
    - NTV映像センター、日本テレビビデオ、共立音響、日本プロダクトビルダー、日本電子工学院、テレテック、国際ビデオ、ジャパンテレビ、田中電気、NTT・千代田電話局、日放、音研、タムコ、さがみモータース、明光セレクト、万成放送施設、日本有線テレビ、新日本国内航空、朝日航洋、共立照明

美術
- - 美術コーディネーター：大鐘智
  - デザイン：田原英二、道勧英樹
  - デスク：橋口武
  - 協力：シミズ舞台工芸、中央宣伝企画、テレフィット、ル・オブジェ・アール・スタジオ、テルミック、両国ガラス
- 協力：インド航空、国際連合世界食糧計画WFP
- 制作協力：日本武道館、代々木公園管理事務所 / NTV映像センター、日企、日本テレビビデオ、キョードー東京、フルハウス、三菱電機大型画像、日商エレクトロニクス、東北新社、テシコ、禅プランニング、日通硬貨センター、りぼん、ベース、テレキャス・ジャパン、NASA
- プロデューサー：有山至 / 山根真吾、菊池剛太
- チーフ・プロデューサー：都築忠彦
- 総指揮：漆戸靖治
- 製作著作：日本テレビ